# Salaca
Salaca er en flod i den nordlige del af landskabet Vidzeme, den er 96 kilometer lang, og har sit udspring i søen Burtnieks og udløber i Rigabugten.
Salacas bredder består flere steder af smukke lyserøde kalkstensskrænter, såsom Sarkanās klintis (Røde klint) og Skaņaiskalns (Lydbjerget). Floden har flere steder strømfald og strømhvirvler, de mest betydningsfulde ved Mērnieki. I sensommeren falder vandstanden, og de bredeste steder er den på kun 15 centimer. Floden har også dybe og langsomme strækninger. Om sommeren er Salacas vand varmt og åkander blomstrer. I Mazsalaca begynder Salacadalens Naturpark, hvor hele strækningen også befinder sig i Nordvidzemes Biosfære Reservat.